# Верхній-Нойбер
Верхній Нойбер (рос. Верхний Нойбер) — скасоване село в Гудермеському районі Чечні Російської Федерації. З 1 січня 2024 року включене до складу міста Ойсхара.
Населення становило 4947 осіб (2019). Входило до складу муніципального утворення Верхнє-Нойберське сільське поселення.

## Історія
Згідно із законом від 27 лютого 2009 року органом місцевого самоврядування є Верхнє-Нойберське сільське поселення.

## Населення
| 1990  | 2002  | 2010  | 2012  | 2013  | 2014  | 2015  |
| ----- | ----- | ----- | ----- | ----- | ----- | ----- |
| 1354  | ↗2943 | ↗4099 | ↗4227 | ↗4336 | ↗4451 | ↗4570 |
| 2016  | 2017  | 2018  | 2019  |       |       |       |
| ↗4686 | ↗4757 | ↗4858 | ↗4947 |       |       |       |